# Rondo (cépage)
Pour les articles homonymes, voir Rondo.
Le rondo  est un cépage de cuve de raisins noirs, d'origine allemande.

## Origine
Ce cépage est une obtention du professeur Vilém Kraus (cs) dans l'ancienne Tchécoslovaquie. La variété a été perfectionnée en 1980 par l'œnologue allemand Helmut Becker (de) à l'institut de viticulture Forschungsanstalt Geisenheim à Geisenheim. 

## Génétique
L'origine génétique a été vérifiée en 2003 et c'est un croisement des cépages Zarya severa (en) et St. Laurent réalisé en 1964. Ce cépage dont le nom a été attribué en 1995 est un hybride, et possède des gènes appartenant aux espèces Vitis vinifera et Vitis amurensis,. La variété est protégée depuis 1997.

## Caractéristiques variétalesampélographiques
Le cépage est de bonne vigueur et d’une moyenne productivité. La maturation de la variété est très précoce (avec  le chasselas).
Il a une grande résistance au gel hivernal et au mildiou. Le débourrement est moyennement hâtif, et peut donc craindre les gelées tardives. Les baies craignent les sécheresses suivies de pluies qui les font gonfler jusqu'à l'éclatement.
Il a une très bonne résistance aux maladies cryptogamiques. Cependant, les été humides il peut être attaqué par l'oïdium après véraison et nécessite un soufrage préventif.
Le Rondo donne de très riches et profonds arômes des vins rouges, rappelant l'odeur et le goût des cerises noires, de mûres ou de framboises. 
Le Rondo est officiellement une variété malgré l'influence de Vitis amurensis et de Zarya severa (Vitis vinifera). La fleur de vigne est hermaphrodite (auto-fertile) et donc autogame.  
Le cépage est un teinturier. Les vins rouges sont bien colorés d'une couleur rubis et ils sont utilisés pour intensifier la couleur d’autres cépages.

## Répartition géographique
Ce cépage est autorisé dans de nombreux Länder en Allemagne mais le cépage est peu multiplié.
Des plantations sont connues au Danemark, en Angleterre, aux Pays-Bas, en Belgique, en Pologne, en Suède, en Norvège, en Irlande, en Suisse mais le cépage est peu connu en France. 
Allemagne
La variété est cultivée dans le vignoble de Hesse-Rhénane et en Franconie (Franken). La surface totale cultivée est d'environ 12 hectares.
Danemark
En ce qui concerne le vignoble danois, le Rondo est cultivé depuis 1994, et est le cépage le plus répandu, compte tenu de sa bonne adaptation aux conditions climatiques difficiles. Il a produit chaque année, sauf en 2010 et 2015. Les rendements ont été limités en 2011 et en 2012. En 2009 ont été recensés 24 000 plants. 
Irlande
La variété est protégée depuis 1997, quand elle a été plantée pour un développement commercial par la société Thomas Walk Vineyard sous le nom « Amurensis Walk », puis nommée Rondo en 1999.
Pologne
Le cépage Rondo est cultivé depuis 1990 dans le sud-est du pays, dans la région de la Voïvodie de Lubusz et au pied des Monts Kaczawskie (en), pour une surface totale cultivée d'environ 50 hectares, ce qui fait que la Pologne est déjà devenue le leader mondial de la culture de ce cépage. 
Angleterre
En 2011, la société Denbies Wine Estate (en) a obtenu la médaille d'or au Concours international viticole (International Wine Challenge (en)), pour son « Denbies Ridge Chalk Rosé », millésime 2010, assemblé à Dorking (Surrey), avec des raisins Dornfelder, Regent, Rondo et Pinot noir. En 2010, la surface totale cultivée est d'environ 44,9 hectares.
Pays-Bas
En ce qui concerne le vignoble néerlandais, le cépage Rondo est cultivé ainsi que le cépage Regent. 
Suède
Le cépage Rondo est cultivé ainsi que le cépage de raisins blancs Solaris dans le Vignoble Kullahalvöns (sv), situé sur le territoire de la commune de Höganäs. Il comporte environ 30 000 vignes pour une surface cultivée d'environ 9 hectares. 
Norvège
Le cépage Rondo est cultivé ainsi que le cépage de raisins blancs Solaris et le cépage de raisins noirs Léon Millot dans le Comté de Telemark. C'est le vignoble commercial en Europe le plus septentrional, par 59 degrés de latitude nord : vignoble Kvelland (Kvelland Vingård) et vignoble Lerkekåsa (Lerkekåsa Vingård), près de la ville de Gvarv, face au lac Norsjø. Les premières vignes ont été plantées en 1999 dans le vignoble Kvelland Vineyard, près de la ville de Lyngdal. 
Suisse
La culture de ce cépage en Suisse alémanique est anecdotique : selon l'Office fédéral de l'agriculture (OFAG), en 2007, la surface cultivée de Rondo ne s'étendait que sur 1,01 hectare.
Belgique
En Belgique, le Rondo est assemblé avec le cépage Regent. Au Domaine du Chenoy, ont été plantés en 2006, 5 000 pieds de Rondo.
France

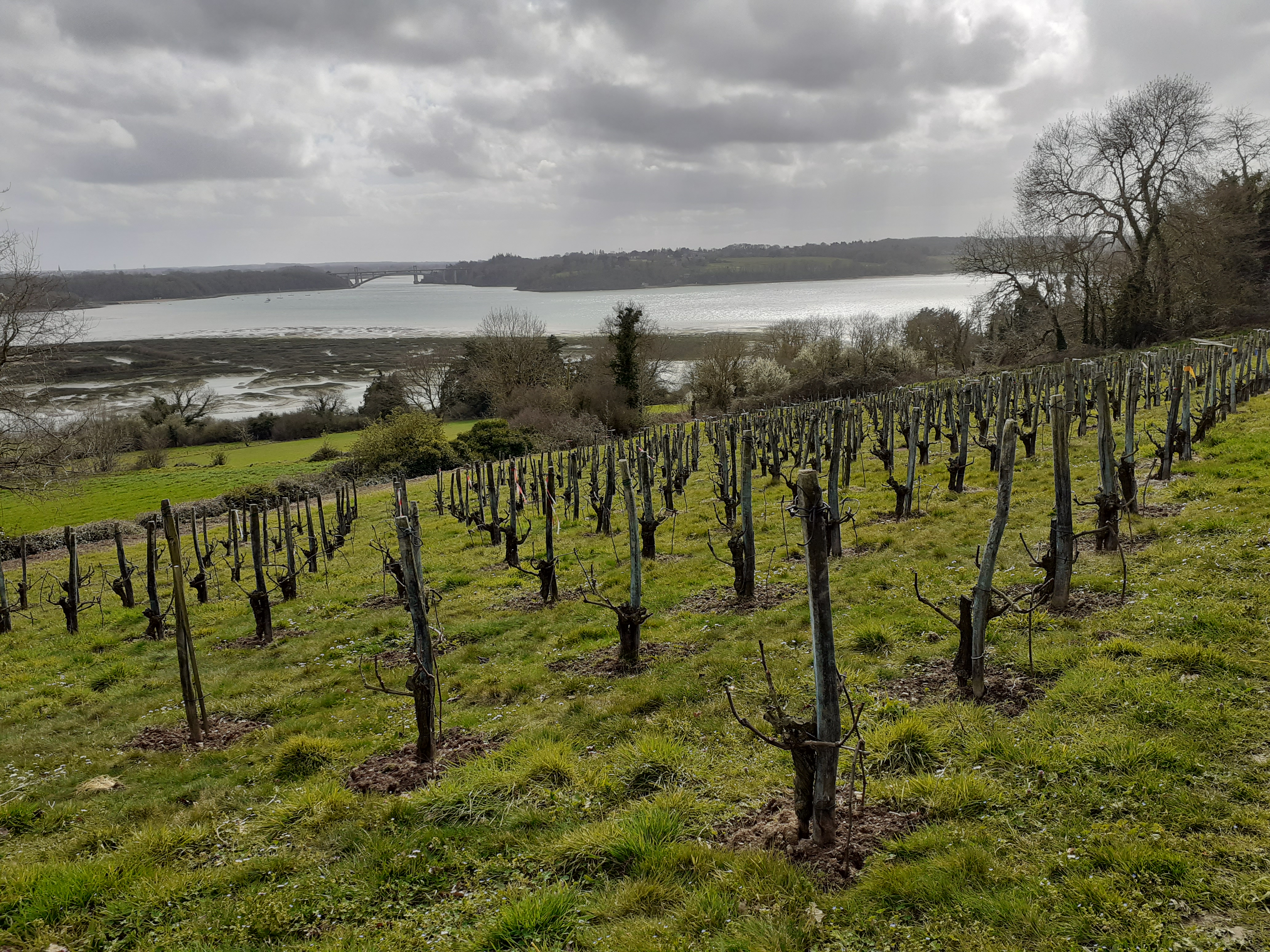
Vignoble du Clos de Garo, Saint-Suliac, (Ille-et-Vilaine)

Le Vignoble du Clos Garrot sur la commune de Saint-Suliac (Ille-et-Vilaine). 
Sur ce même terrain, au Moyen Âge, les moines cultivaient déjà la vigne. Une trentaine de passionnés de l'association des vignerons de Garo créée en 2003, font renaître ce vignoble. Ils ont commencé en 2004, avec 700 plants du cépage chenin blanc. En 2013, ils ont continué avec 400 plants du cépage Rondo, sur le haut du coteau du Garo (mont Garrot). La vigne taillée en gobelets est exposée plein sud, face au fleuve la Rance. Les premières vendanges ont eu lieu le 23 septembre 2017, avec une récolte de 250 kg de raisins. 110 litres de moût de raisin ont pu être vinifiés pour cette première cuvée. La mise en bouteilles (240) du premier vin rouge breton s'est déroulée le 30 juin 2018. L'association ne possédant pas de licence viticole et ne pouvant pas commercialiser la production, l'a distribuée à ses 41 adhérents.

## Synonymes
Le  rondo  est connu sous le sigle Geisenheim 6494-5, GM 6494-5 ou Ambros Rot (Ambros rouge)
.